# اللغة الرومانية
اللُّغة الرُّومانِيّة (باللُّغة الرّومانيّة: limba română، تُلفظ: limba romɨnə ) هِي خامِس أَكبر اللُّغات الرُّومانسِيّة مِن حيث عَدد المُتحدِّثِين بِها. يتَحدَثُهَا كلُغة أُمّ أَكثر مِن 24 مليُون شَخص، وهِي لُغة رَسمِيّة فِي جُمهُورِيّة رُومَانِيا وجُمهُورِيّة مُولدُوفَا. يُوجِد أيضاً الكثِير مِن المُتحدِّثِين بالرُّومانِيّة فِي صِربِيا والجبل الأَسود، وجُمهُورِيّة إيطَالِيَا، ومَملكة أَسبَانِيَا، والوِلاَيات المُتّحِدَة الأمِيرْكِيّة، وكَنَدَا، وجُمهُورِيّة فَرَنسَا، وجُمهُورِيّة أَلمَانيَا الاتّحاديَّة، وجُمهُورِيّة رُوسيَا الاتّحاديَّة، وجُمهُورِيّة أُوكرَانيَا، وإِسرَائِيلَ، وجُمهُورِيّة المَجَر، والبَلقان. تَحظى اللُّغة الرُّومانِيّة بمكانةٍ رسمِيّة فِي كلٍ مِن جُمهُورِيّة رُومَانِيا وجُمهُورِيّة مُولدُوفَا، بِالإضافة إِلى دَولة ترانسنيستريا غَير المُعتَرِفٍ بِها ومُحافظة فويفودينا فِي جُمهُورِيّة صِربِيا والّتِي تَتَمتّع بِحُكمٍ ذاتِيّ، كَما أَن الرُّومانِيّة واحدةٌ مِن اللُّغات الرّسمِيّة للاتّحاد الأوروبّي والاتّحاد اللّاتِينِيّ.
تُعتبر الرُّومانِيّة واحدةً مِن اللُّغات الرُّومانسِيّة البلقانِيّة وهِي تَنتمِي إِلى مجمُوعةٍ لُغوِيّةٍ كانت قد تَطوّرت انطلاقاً مِن اللُّغة اللّاتِينِيّة الدّارِجة، حيث اِنفصلت عن اللُّغات اللّاتِينِيّة الغربِيّة خِلال الفَترة الواقِعة بين ٱلقرنين الخامِس والثَّامِن لِلمِيلاد. سُمِيت اللُّغة الرُّومانِيّة بالداقو-رُومَانِيّة نظراً لِاِنتِشارِها فِي أَرْض بَلاد داقّيّة التّارِيخِيّة وتمييزاً لَها عن شقِيقاتها الإسترُو-رُومَانِيّة، والأرُومانيّة، والميغليِنو-رُومَانِيّة، حيث تُعد الأرُومانيّة الشّقِيقة الأقرب للداقّو-رُومَانِيّة.
خِلال الحِقبة السُّوفيِتِيّة - وإِلى يَومنا هَذا إِلى حدٍ ما - كَانت اللُّغة الرُّومانِيّة تُسمى باللُّغة المُولدافِيّة فِي جُمهُورِيّة مُولدُوفَا، غَير أنّ المَحكمة الدُّستُورِيّة فِي مُولدُوفَا قد أَقرّت تَسمِية «اللُّغة الرُّومانِيّة» كلُغةً رسمِيّة للبِلاد عِوضاً عن تَسمِية «المُولدافِيّة».

## التّاريخ
تنحدر اللغات الرومانسيّة الشرقيّة - ومن ضمنها الرومانية - كما باقي فروع اللغات الرومانسية من اللغة اللاتينية الدارجة، والتي تم تبنّيها في داقيا نتيجة عملية رَومنة وقعت خلال القرون الأولى للميلاد.
نتيجةً للتواجد العسكري الروماني (نسبة إلى جنود روما) الكبير على ضفاف نهر الدانوب، فقد تمكّن المقاتلون من ترك آثارهم اللغويّة في المِنطقة من خلال العديد من الكلمات اللاتينيّة ذات الاستخدام العسكري، وتعدّ هذه الحقيقة من البراهين القويّة التي يتمسك بها دعاة فرضيةٍ مفادها أن اللغة الرومانيّة الحاليّة ليست إلا استمراراً للاتينية المستخدمة من قبل الجيوش الرومانية الرابضة على الثغور الشماليّة الشرقيّة للإمبراطورية الرومانيّة. تُعتبر هذه الآثار اللغويّة العسكريّة الباقية في اللغة الرومانية من المميزات التي تختصّ بها اللغة الرومانيّة عن غيرها من اللغات اللاتينية. وهكذا، تبدو الرومانية لغةً مثيرةً لاهتمام العاملين في مجالي اللغويات والتاريخ، حيث عجزت اللغة اللاتينيّة عن فرض وجودها على قاطني المناطق الحدوديّة الأخرى من الإمبراطورية الرومانيّة.
انسحبت الإمبراطوريّة الرومانيّة من داقيا في عام 271 م أمام هجمات القوط ، وثمة غموضٌ شديد حول تطوّر اللغة الرومانيّة بعد خروج الإمبراطوريّة الرومانيّة، حيث يستمرّ الخلاف حول ما إذا كانت اللغة البروتو-رومانية قد تطوّرت شمال الدانوب في داقيا (رومانيا الحاليّة) أو جنوب الدانوب في بلغاريا وصربيا ومقدونيا، فأول ظهورٍ موثق للغة الرومانيّة يرجع فقط إلى القرن السادس عشر. خلال العصور الوسطى تأثرت الرومانية باللغات السلافية.
جديرٌ بالذكر بأن تسمية اللغة الرومانيّة (română) وتسمية ناطقيها بالرّومان أو الرومانيين يسبق تأسيس الدّولة الرومانيّة الحديثة، رغم أنّ رعايا الإقطاعيات الرومانية كانوا، بصورة عامة، يطلقون على أنفسهم مسمياتٍ إقليمية، فعلى سبيل المثال كان أهل مولدوفا يطلقون على أنفسهم تسمية مولدافيين وليس رومان والشيء نفسه ينطبق على سكان مونتينيا وأرديال، بالرغم من ذلك، فقد ذكر العديد من الرّحالة في القرن السادس عشر بأن سكان جميع تلك الأقاليم كانوا يسمون لغتهم بالرومانيّة ويعتمدون صفة الروماني كصفةٍ تجميع جميع الناطقين بهذه اللغة.
في عام 1780 وضعت قواعد للغة الرومانية ونُشرت في فيينا.

## الدول والأقاليم التي تتمتع الرومانية فيها بمكانةٍ قانونية

### رومانيا
وفقاً للدستور الروماني الذي يعود للعام 1991 والذي عدل في عام 2003، تُعتبر الرومانيّة اللغة الرسمية للجمهورية.
كما تضم رومانيا معهد اللغة الرومانية (Institutul Limbii Române) والذي يسعى للترويج للغة الرومانية ومدّ يد العون للراغبين في تعلّمها.

### مولدوفا
تُعتبر اللغة الرّومانيّة اللغة الرسميّة لجمهورية مولدوفا. في عام 1991 وفي بيان الاستقلال تمّ إطلاق تسمية اللغة الرومانية على اللغة الرسميّة للجمهوريّة، إلا أن الدّستور المولدافي استمرّ في إطلاق تسمية اللغة المولدافيّة حتّى عام 2003 حيث أقرت المحكمة الدستوريّة وجوب استخدام تسمية اللغة الرومانيّة عوضاً عن المولدافيّة.

### إقليم فويفودينا في صربيا

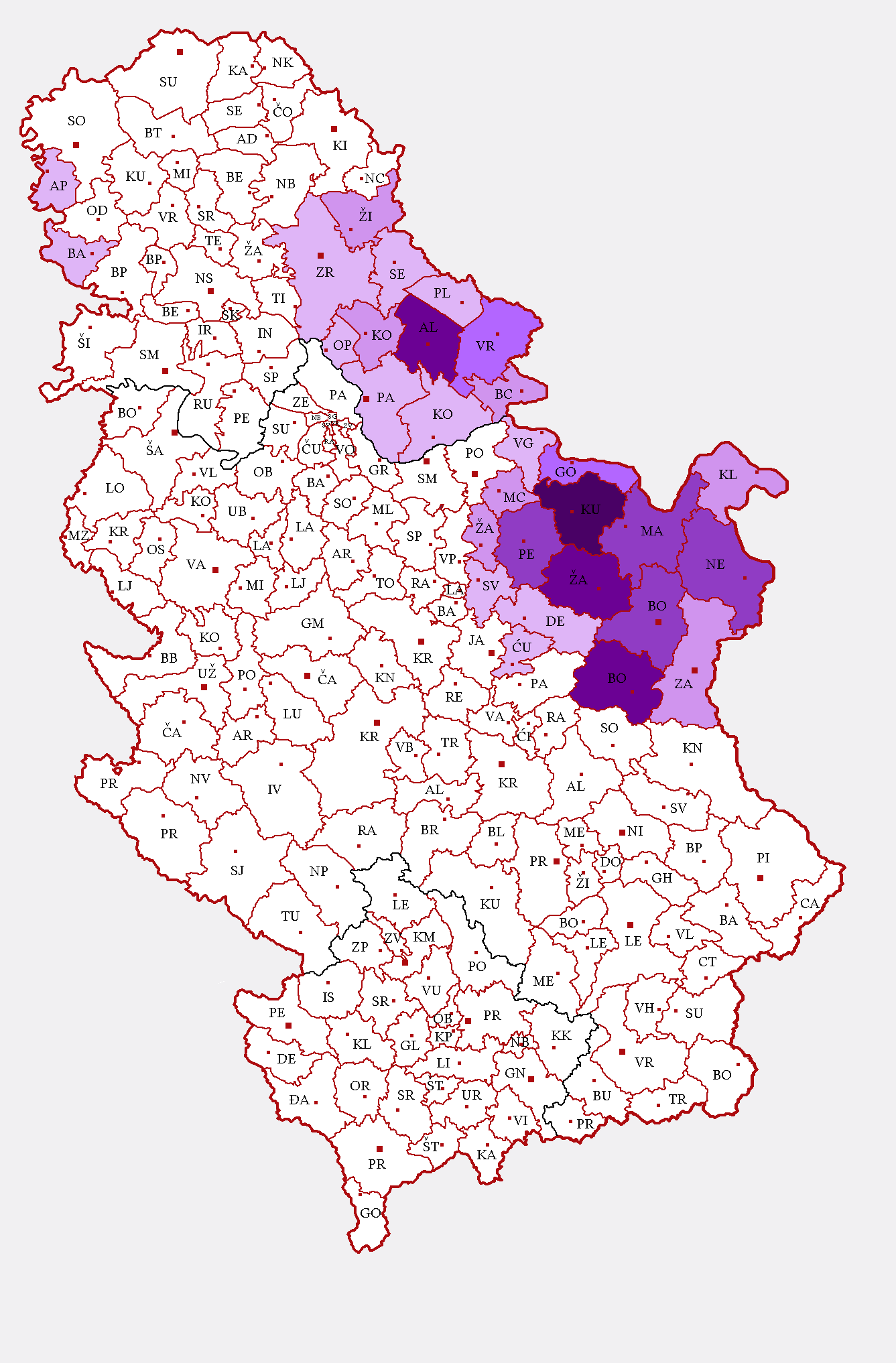
اللغة الرومانية و الإفلاقية في صربيا

أقرّ الدّستور الصّربي جواز استخدام لغات الأقليات غير الصربيّة في المناطق والأقاليم التي يتواجدون فيها. واقر في إقليم فويفودينا اللغة الرومانيّة كلغةٍ رسميةٍ للإقليم إلى جانب اللغات الصربيّة والمجريّة والسلوفاكيّة وغيرها من لغات الأقليات.

### أماكن أخرى
كما تدرس اللغة الرّومانيّة كلغةٍ أولى في مدارس الأقاليم الأكرانيّة ذات التّواجد الروماني المهم، فضلاً عن وجود محطات تلفاز وإذاعات وصحف ناطقةٍ باللغة الرومانيّة. تُعتبر الرومانيّة لغةً رسميةً في منظمتي الإتّحاد الأوروبيّ والاتحاد اللّاتيني، كما يتم تدريسها كلغةٍ أجنبيةٍ في 43 دولةٍ حول العالم.
جديرٌ بالذّكر أنّ أعداداً لا بأس بها من أبناء الدول العربية يتكلمون اللغة الرومانيّة بفضل دراستهم في رومانيا، حيث يُقدّر بأنّ نصف مليون من أبناء الدول العربية قد أنهوا دراستهم الجامعيّة في رومانيا خلال حقبة عقد الثمانينات.

## اللهجات
أحياناً يستعمل مصطلح اللغة الرومانيّة بمدلولٍ أوسع، حيث يشمَل كلاً من اللغات أو اللهجات التالية: داقو-رومانيّة (أي الرومانيّة التي نتناولها في هذا المقال)، الأرومانيّة، الميغلينو-رومانيّة، والإسترو-رومانيّة، وهي لهجاتٌ مشتقةٌ من اللغات الرومانسيّة التي انتشرت في البلقان شمال نهر الدّانوب وجنوبه.
كما تُقسّم اللغة الرومانيّة (لغة رومانيا الحاليّة) نفسها إلى لهجاتٍ فرعيّة (لكنات)، حيث يختلف اللغويون في طريقتهم في التصنيف تبعاً للمعايير المعتمدة، ومن اللهجات الفرعيّة أو اللكنات: لكنة مولدوفا، لكنة فلاقيا (حيث تتواجد العاصمة الرّومانيّة بخارست)، لكنة بانات (إلى الغرب من رومانيا وتمتد إلى صربيا)، وغيرها من اللكنات.

## التّصنيف
تنتمي اللغة الرومانيّة إلى أسرة اللغات الإيطاليقيّة التي تنتمي بدورها إلى أسرة اللغات الهندية-الأوروبيّة الكبرى، تشترك اللغة الرومانيّة بكثيرٍ من العناصر مع اللغات الإيطاليقيّة الأخرى، كالفرنسيّة، الإيطاليّة، الإسبانيّة، والبرتغاليّة.
قام اللغوي الإيطالي الأميريكي ماريو بي في عام 1949 بدراسةٍ لغويةٍ عمل فيها على إجراء مقارنةٍ بين اللغات اللاتينية الحديثة من جهة واللغة اللاتينية القديمة من جهةٍ أخرى، وقد خرجت دراسته بالنسب التالية (كلما ازدادت النسبة يزداد التباين بين اللغة المذكورة واللغة اللاتينيّة):
- السردينيّة:8%
- الإيطاليّة:12%
- الإسبانيّة:20%
- الرومانيّة:23%
- القسطانيّة (لغة منتشرة جنوب فرنسا وشمال إيطالياو لها بعض الامتدادات في إسبانيا):25%
- البرتغاليّة:31%
- الفرنسيّة:44%

يقدّر التشابه المفرداتيّ بين اللغتين الرومانيّة والإيطاليّة بما يقارب 77%، تليها اللغة الفرنسيّة بنسبة 75%، والسردينيّة 74%، والكتالانيّة 73%، والبرتغاليّة 72%، والإسبانية 71%.

## تأثير اللغة الداقيّة واللغات السلافية على الرومانيّة
كانت اللغة الداقيّة هي اللغة السّائدة والمحكيّة في شمال نهر الدانوب (رومانيا الحديثة)، لذلك، فمن المفترض أن تكون قد أثّرت على اللغة الرومانية التي تشكّلت لاحقاً، غير أن الداقيّة لغةٌ مجهولة لا يعرف عنها الكثير، لذا فمن الصّعب تحديد المفردات الرومانيّة الموروثة من اللغة الداقيّة، إن كان ثمّة مفرداتٌ موروثةٌ منها بالفعل. وهناك ما يقارب ال300 كلمةً بعضها موجودٌ في اللغة الرومانيّة بصورةٍ حصريّة والكثير منها موجودٌ في اللغة الألبانيّة أيضا، بعض اللغويين والمؤرّخين يؤكّدون بأنّ هذه الكلمات موروثة من اللغة الداقية، أما وجودها في الألبانية فيعود إلى أن الألبان وهم داقيون غير مرومنين (لم يتبنّوا اللغة اللاتينيّة) هاجروا نحو الجّنوب الغربي، والبعض الآخر من المؤرّخين يرفضون هذا الرأي، مشدّدين على أنّ التّشابه في المفردات ما بين الرّومانيّة والألبانيّة قد يكون نتيجةً لهجرة النّاطقين باللغات الرومانسيّة من مناطق محاذية لألبانيا باتّجاه رومانيا الحاليّة، ليتشكل الشّعب الروماني نتيجةً لهذه الهجرة.
ساهمت عدة لغاتٍ أخرى في التأثير على البنية المفرداتيّة للغة الرومانيّة ومن أهمها اللغات السلافيّة، حيث أن ما يُقارب ال 20% من المفردات الرومانيّة هي سلافيّة الأصل، فضلاً عن تأثيراتٍ عديدة على مستويات: الصّوتيات، وبناء الجّمل والصّرف. لقد تأثّرت الرّومانيّة أيضاً بكل من، اليونانيّة، والمجريّة، والألمانيّة، والتركيّة، والغجريّة.

## تأثير اللغة العربيّة في الرومانيّة
دخلت بعض الكلمات العربيّة إلى الرومانيّة عن طريقين:
- طريقٌ كُتُبي، من خلال بعض اللغات الغربيّة كالفرنسيّة والإسبانيّة والإيطاليّة. مُجمل المصطلحات التي دخلت الرومانيّة عن هذا الطريق تندرج في باب المصطلحات العلميّة ومنها: algebră(الجّبر)، alcool(الكحول)، elixir(الإكسير).[31]
- طريقٌ شفوي، حيث دخلت العديد من الكلمات العربيّة إلى اللغات البلقانيّة (و من ضمنها الرومانيّة) عن طريق اللغة التركيّة، والتي كانت ومازالت حاملاً مهماً للمفردات العربية، ومنها: chef(كَيف، مزاج، وقد تعني حفلة)، habar (خبر، علمٌ بالشيء)، hambar(عنبر، مستودع)، hal(حال، حالةٌ صحية)، mușteriu(مشتري، زبون)، dugheană(دكّان)، mahala(محلّة، ضاحية)، fitil(فتيل)، băcan(بقّال)، hain(خائن، شرّير، سيئ النّوايا...)[32]

## البنية المفرداتيّة (lexis)
تمّ القيام في سنة 1961 بتحليلٍ إحصائي لمفردات اللغة الرومانيّة تبعاً لأصولها وذلك من قبل اللغوي وخبير الصوتيات الروماني ديميتري ماكريا  Dimitri Macrea، كانت نتائجه كما يلي:
- 43%كلماتٌ رومانسيّةٌ مستعارة (من الفرنسية بشكل أساسي)
- 20%كلماتٌ رومانسيّةٌ موروثة
- 11% كلماتٌ سلافيّة
- 4% تركيّة
- 2.17% مجريّة
- 2%ألمانيّة

## القواعد
تتميّز الأسماء باللغة الرّومانيّة بجِنسها (مذكّر، مؤنّث، محايدّ)، كما يتمّ تصريفها بحسب عددها (مفردٌ وجمع) وحالتها الإعرابية (فاعلٌ، مفعول به، مفعول به غير مباشر، مضافٌ إليه، منادى)، أدوات التّعريف والصّفات والضّمائر تتفق في الجّنس والعدد مع الأسماء التي تشير إليها.
تتميّز اللغة الرّومانية عن باقي اللغات الرومانسيّة بأن أداة صنع المعرف التام تكون لاحقةً للاسم وليست سابقةً له، كمثالٍ على ذلك om تعني رجل أو إنسان omul تعني الرجل أو الإنسان. تُنحت الأفعال وتُلوى بصورة كبيرة وذلك تبعاً للضمير والعدد والزمن والحالة (فعل أمر، حاضر...).

## الصّواتة (Phonology) والصوتيات (Phonetics)
تمتلك اللغة الرومانيّة سبعة حروفٍ صوتيّة: /i/, /ɨ/, /u/, /e/, /ə/, /o/ and /a.كما قد تُستعمل كلٌ من /ø/ و /y/ عند النّطق بالكلمات المستعارة من لغاتٍ أُخرى، كما أنّ المصوتين المزدوجين (دفثنغ) /e̯a/ و o̯a// يمكن اعتبارهما جزءاً من الحروف الصوتيّة الرومانيّة.

### التبدّلات في مجال الصّوتيات بين اللاتينية والرّومانيّة
نظراً لانعزالها الجغرافي عن باقي اللغات الرومانسيّة، فقد تعرّضت اللغة الرومانيّة لتطوّر صوتيٍ خاصٍ، غير أنها تتشارك في بعض التبدّلات الصوتيّة مع اللغة الإيطاليّة، ومن هذه التبدّلات [kl] → [kj] أي تحوّل الحرفين (ك ل) في اللاتينيّة عندما يأتيان بالتّرتيب المذكور، إلى (ك ي) (lat. clarus → Rom. chiar, Ital. chiaro) وغيرها من حالات التّشابه.
و هنا نذكر بعض التبدلات التي طرأت على اللغة الرومانية مقارنة باللاتينية:
- إنشاء الديفثنغ أو المصوت المزدوج لحرفي e و o بإلحاق حرف a بكلٍ منهما، وذلك عندما تنتهي الكلمة بحرف ă (أو عندما تنتهي بحرف e غير أن هذه الحال تنطبق على حرف o فقط)، أمثلة:
- لاتيني cera (شمع) روماني (ceara) تمت إضافة a بعد الe.
- لاتيني) sole (شمس) روماني (soare) تمت إضافة a بعد الo.

-تحويل ال e إلى ie في بداية الكلمة
- لاتيني herba (عشب) روماني (iarba)

-تحويل الحرفيين الحلقيين[k ɡ] إلى أحد الأحرف الشفهيّة [p b m] عندما يأتيان (أي الk ɡ) قبل واحدٍ من الأحرف الساكنة السنخيّة [t,n,s] بالإضافة لل w، أمثلة:
- لاتيني octo(ثمانية) روماني (opt)
- لاتينيّ lingua (لغة، لسان) رومانيّ (limba)
- لاتينيّ coxa (فخذ) رومانيّ (coapsa)

تحويل ال l إلى r عندما تكون ال l واقعةً بين حرفين صوتيين، امثلة:
- لاتيني caelum (سماء) روماني cer

تحويل حرفي[d t] إلى [(d)z] [ts] عندما يأتيان قبل e قصيرة أو I طويلة
- لاتيني deus (رب، إله) روماني zeu
- لاتيني tenem(يمسك) روماني ține

## نظام الكتابة

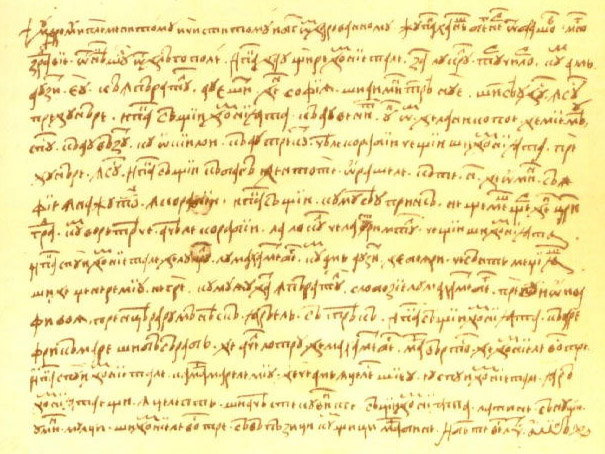
رسالة نياكشو

أوّل توثيق مكتوب للغات الرومانسية الشرقية البلقانية كان على يد المؤرّخ الإخباري تيوفان المعرف Theophanes the Confessor وذلك في القرن السّادس خلال حملةٍ عسكرية ضدّ شعوب الآفار، حيث أورد بأنّ أحد البغّالين الإفلاق صرخ طالباً من رفيقه العودة، ليعيد الأحمال التي تساقطت من الدّابّة التي كان يمتطيها، حيث جاءت عبارته بالشكل التالي:" Torna, torna fratre" (ارجع، ارجع يا أخي!).
أقدم نصٍ باللغة الرومانيّة عثر عليه يعود إلى عام 1521 للميلاد، حيث كتبه نياكشو كمبولونغ (إقطاعي من مدينة كمبولونغ) على شكل رسالةً إلى عمدة مدينة براشوف محذراً إياه فيها من هجومٍ تركي وشيك. استُخدمت الأبجدية السيريلية (المستخدمة اليوم في اللغات السلافية كالروسيّة) في كتابة الرسالة، كما هي معظم النّصوص الرومانيّة المبكّرة. أول نصٍ روماني مكتوب بالأبجديّة اللاتينيّة يعود إلى القرن السادس عشر، حيث كُتب بالأحرف اللاتينيّة كما تستخدم في اللغة المجريّة.
في نهايات القرن الثامن عشر لاحظ الباحثون الترانسيلفانيون الأصول اللاتينيّة للغة الرومانيّة فاعتمدوا الأبجديّة اللاتينيّة عوضاً عن السيريلية التي دخلت في مسار تراجعٍ متواصل مقابل انتشارٍ أكبر للأبجدية اللاتينية، حتّى وضعت قواعدَ للأبجديّة اللاتينيّة بصورةٍ رسمية.

## الأبجدية الرومانية وطريقة نطق الحروف
تتألف الأبجدية الرومانية من الأحرف التالية:
| حروف كبيرة |     |     |     |          |     |              |     |          |      |             |     |     |     |     |     |     |          |     |     |     |     |     |     |      |     |     |          |           |          |     |
| A          | Ă   | Â   | B   | C        | D   | E            | F   | G        | H    | I           | Î   | J   | K   | L   | M   | N   | O        | P   | Q   | R   | S   | Ș   | T   | Ț    | U   | V   | W        | X         | Y        | Z   |
| حروف صغيرة |     |     |     |          |     |              |     |          |      |             |     |     |     |     |     |     |          |     |     |     |     |     |     |      |     |     |          |           |          |     |
| A          | ă   | â   | B   | C        | D   | E            | F   | G        | H    | I           | î   | J   | K   | L   | M   | N   | O        | P   | Q   | R   | S   | ș   | T   | ț    | U   | V   | W        | X         | Y        | Z   |
| أصوات      |     |     |     |          |     |              |     |          |      |             |     |     |     |     |     |     |          |     |     |     |     |     |     |      |     |     |          |           |          |     |
| ‎/a/‏        | ‎/ə/‏ | ‎/ɨ/‏ | ‎/b/‏ | ‎/k/ /t͡ʃ/‏ | ‎/d/‏ | ‎/e/,/e̯/ /je/‏ | ‎/f/‏ | ‎/ɡ/ /d͡ʒ/‏ | ‎/h/,‏ | ‎/i/,/j/ /ʲ/‏ | ‎/ɨ/‏ | ‎/ʒ/‏ | ‎/k/‏ | ‎/l/‏ | ‎/m/‏ | ‎/n/‏ | ‎/o/, /o̯/‏ | ‎/p/‏ | ‎/k/‏ | ‎/r/‏ | ‎/s/‏ | ‎/ʃ/‏ | ‎/t/‏ | ‎/t͡s/‏ | ‎/u/‏ | ‎/v/‏ | ‎/v/, /w/‏ | ‎/ks/ /ɡz/‏ | ‎/j/, /i/‏ | ‎/z/‏ |
- h تُلفظ كحرف ال h في الإنكليزيّة
- j تُلفظ كحرف j في الفرنسيّة
- Ș تُلفظ /ʃ/ كالشّين في العربيّة
- Ț تُلفظ /t͡s/
- ă تُلفظ /ə/
- e تُلفظ كما الe في كلمة set الإنكليزيّة

## مثالٌ نصي
سنأخذ الإعلان العالمي لحقوق الإنسان كمثال توضيحي
النّص بالعربيّة:
يولد جميع النّاس أحراراً متساوين في الكرامة والحقوق، وقد وُهبوا عقلاً وضميراً وعليهم أن يُعامل بعضهم بعضاً بروح الإخاء.
النّص بالرومانية المعاصرة حيث الكلمات اللاتينية الموروثة مكتوبة بالخطّ الغليظ:
Toate ființele umane se nasc libere și egale în demnitate și în drepturi. Ele sunt înzestrate cu rațiune și conștiință și trebuie să se comporte unele față de altele în spiritul fraternității.
- toate fiintele: جميع الكائنات.
- se nasc: يولدون.
- și: و (حرف عطف).
- în: في.
- drepturi المفرد منها drept: حق، حقوق.
- Ele sunt înzestrate cu: وقد وُهبوا.
- unele față de altele: بعضهم أمام بعضهم الآخر (بعضهم بعضاً).

النّص بالرّومانيّة المعاصرة حيث الكلمات اللاتينيّة المستعارة من الفرنسيّة والإيطاليّة مكتوبةٌ بالخط الغليظ:
Toate ființele umane se nasc libere și egale în demnitate și în drepturi. Ele sunt înzestrate cu
rațiune și conștiință și trebuie să se comporte unele față de altele în spiritul fraternității.
- umane: بشرية.
- libere: أحرار.
- egale: متساويين.
- demnitate: الكرامة.
- rațiune: عقل.
- conștiință: ضمير.
- comporte مصدره a se comporta: يتصرف أو يتصرفون.
- spiritul fraternității: روح الأخوة.

نص رومانيّ تم فيه استبعاد الاستعارات الفرنسيّة والإيطاليّة والاستعاضة عنها بكلماتٍ سلافيةٍ مكتوبةٍ بالأسود الغليظ:
Toate ființele omenești se nasc slobode și deopotrivă în destoinicie și în drepturi. Ele sunt înzestrate cu înțelegere și cuget și trebuie să se poarte unele față de altele în duh de frățietate.
- slobode: أحرار.
- deopotrivă: أنداد، متساويين.
- destoinicie: كرامة.
- trebuie: يجب.
- duh: روح.

نص رومانيٌ صافٍ، تم فيه إقصاء جميع الاستعارات دون أن يطرأ على الجملة أي تغيير في المعنى تقريباً:
Toate ființele omenești se nasc nesupuse și asemenea în prețuire și în drepturi. Ele sunt înzestrate cu înțelegere și cuget și se cuvine să se poarte unele față de altele după firea frăției.

## عبارات أساسية
| العبارة           | الترجمة               |
| ----------------- | --------------------- |
| limba română      | اللغة الرومانية       |
| Bună ziua         | يوم سعيد              |
| La revedere       | وداعاً                 |
| Vă rog            | من فضلك (صيغة احترام) |
| Pentru că         | لأن                   |
| Te rog            | رجاءً (عادي)           |
| ?Ce mai faci      | كيف حالك؟             |
| Salut             | مرحبا                 |
| Mulţumesc         | شكراً                  |
| Ajutor            | النجدة                |
| ?Cât              | بكم؟                  |
| Da                | نعم                   |
| Nu                | لا                    |
| Nu înţeleg        | لا أفهم               |
| ? Unde te duci    | أين أنت ذاهب؟         |
| ?Cât este ceasul  | كم الساعة؟            |
| ? De unde sunteţi | من أين أنتم؟          |
| Buna dimineaţa    | صباح الخير            |
| Cu plăcere        | بكل سرور              |
| De acord          | موافق                 |

### الأرقام
| العبارة     | الترجمة |
| ----------- | ------- |
| Unu         | واحد    |
| Doi         | اثنان   |
| Trei        | ثلاثة   |
| Patru       | أربعة   |
| Cinci       | خمسة    |
| Sase        | ستة     |
| Sapte       | سبعة    |
| opt         | ثمانية  |
| noua        | تسعة    |
| Zece        | عشرة    |
| Unusprezece | إحد عشر |
| Douazeci    | عشرون   |
| Treizeci    | ثلاثون  |
| Patruzeci   | أربعون  |
| Cincizeci   | خمسون   |
| Saizeci     | ستون    |
| Saptezeci   | سبعون   |
| Optzeci     | ثمانون  |
| Nouazeci    | تسعون   |
| O suta      | مائة    |
| O mie       | ألف     |